# Бисоран
Бисоран (порт. Bissorã) — город, расположенный в округе Ойо в Республике Гвинея-Бисау. Население 11 964 (2008).

## История
После получения независимости от Португалии в 1974 году, из-за Революции гвозди́к, многие из гвинейских темнокожих солдат, которые служили в португальской армии, кто сражался и боролся против партизан — борцов за независимость, были разбиты. Несколько тысяч из них были выбраны новой правящей властью Гвинеи-Бисау, ПАИГК. Небольшому числу удалось эмигрировать ранее в Португалию или в другие африканские страны. Самое известное сражение произошло именно здесь. В 1980 году ПАИГК признал в газете «Nó Pintcha» (датированной 29 ноября 1980), что многие были похоронены в безымянных коллективных могилах в лесах.